# Język burmeso
Język burmeso (a. boromeso, borumesso, burumeso), także: manau (monao, monau), taurap – język papuaski używany w prowincji Papua w Indonezji, w jednej wsi w dystrykcie Mamberamo Tengah. Według danych z 1998 roku posługuje się nim 250 osób.
Wielu spośród jego użytkowników zna też język indonezyjski bądź inne języki regionu.
Sporządzono listy jego słownictwa oraz opis morfologii. Jego bliższa przynależność lingwistyczna pozostaje niejasna. Pod względem struktury gramatycznej odróżnia się od innych języków regionu. Brak szczegółowych informacji nt. gramatyki, ale wiadomo, że występują trzy czasy przeszłe; szyk wyrazów to SOV. Istnieje sześć klas rzeczowników. Malcolm Ross próbnie zaliczył ten język do rozszerzonej rodziny języków zachodniopapuaskich, postulując związek z językami wschodniej Ptasiej Głowy i sentani oraz językiem tause. William A. Foley i Harald Hammarström sklasyfikowali go jako izolat, do podobnego wniosku doszedł C.L. Voorhoeve w 1975 r. (na podstawie dostępnych danych leksykalnych). 